# Rikard Woodville, 1:e earl Rivers
Rikard Woodville, 1:e earl Rivers, född 1405, död 12 augusti 1469 var en engelsk adelsman, främst känd som far till drottning Elisabet Woodville, som var gift med Edvard IV.
Woodville gifte sig med en änkehertiginna, Jacquetta av Luxemburg. Han upphöjdes till baron Rivers av Henrik VI av England 1448. Ursprungligen var han på den lancastriska sidan i Rosornas krig, men han bytte sida och blev yorkist. Efter dottern Elisabets äktenskap blev han earl Rivers (1466) och utsågs till Lord Treasurer av sin nye svärson. 
Lord Rivers avrättades av lancastrarna efter slaget vid Edgecote Moor (26 juli 1469). Hans äldste son, Anthony efterträdde honom som earl.